# El Mulato, Carrillo Puerto
El Mulato är en ort i Mexiko.   Den ligger i kommunen Carrillo Puerto och delstaten Veracruz, i den sydöstra delen av landet, 270 km öster om huvudstaden Mexico City. El Mulato ligger 279 meter över havet och antalet invånare är 189.
Terrängen runt El Mulato är huvudsakligen platt, men åt nordväst är den kuperad. Terrängen runt El Mulato sluttar österut. Runt El Mulato är det ganska tätbefolkat, med 134 invånare per kvadratkilometer. Närmaste större samhälle är Cuitláhuac, 6,7 km väster om El Mulato. Trakten runt El Mulato består till största delen av jordbruksmark.